# Episodi di How I Met Your Mother (ottava stagione)
L'ottava stagione della sitcom How I Met Your Mother, composta da 24 episodi, è stata trasmessa in prima visione assoluta negli Stati Uniti da CBS dal 24 settembre 2012 al 13 maggio 2013.
Nell'ultimo episodio viene introdotto il personaggio della futura moglie di Ted, la ragazza con l'ombrello giallo, interpretata da Cristin Milioti, che poi diventerà un personaggio fisso nella stagione successiva.
In Italia la stagione viene trasmessa in prima visione in chiaro da Italia 1 dal 7 gennaio al 7 febbraio 2014; per alcuni errori di programmazione, l'emittente italiana non ha rispettato l'originale ordine di produzione degli episodi.
| nº | Titolo originale             | Titolo italiano             | Prima TV USA      | Prima TV Italia |
| -- | ---------------------------- | --------------------------- | ----------------- | --------------- |
| 1  | Farhampton                   | C'è ancora tempo            | 24 settembre 2012 | 7 gennaio 2014  |
| 2  | The Pre-Nup                  | Accordo pre-matrimoniale    | 1º ottobre 2012   | 8 gennaio 2014  |
| 3  | Nannies                      | La tata perfetta            | 8 ottobre 2012    | 9 gennaio 2014  |
| 4  | Who Wants to be a Godparent? | La scelta del tutore        | 15 ottobre 2012   | 10 gennaio 2014 |
| 5  | The Autumn of Break-Ups      | Amori agli sgoccioli        | 5 novembre 2012   | 14 gennaio 2014 |
| 6  | Splitsville                  | Mancanza di intimità        | 12 novembre 2012  | 13 gennaio 2014 |
| 7  | The Stamp Tramp              | Il timbro facile            | 19 novembre 2012  | 15 gennaio 2014 |
| 8  | Twelve Horny Women           | L'eccitazione delle giurate | 26 novembre 2012  | 16 gennaio 2014 |
| 9  | Lobster Crawl                | Caccia all'aragosta         | 3 dicembre 2012   | 17 gennaio 2014 |
| 10 | The Over-Correction          | Proprietà esclusiva         | 10 dicembre 2012  | 20 gennaio 2014 |
| 11 | The Final Page (Part 1)      | La pagina finale (1ª parte) | 17 dicembre 2012  | 21 gennaio 2014 |
| 12 | The Final Page (Part 2)      | La pagina finale (2ª parte) | 17 dicembre 2012  | 22 gennaio 2014 |
| 13 | Band or DJ?                  | Band o dj?                  | 14 gennaio 2013   | 23 gennaio 2014 |
| 14 | Ring Up!                     | La maledizione dell'anello  | 21 gennaio 2013   | 24 gennaio 2014 |
| 15 | P.S. I Love You              | P.S. ti amo                 | 4 febbraio 2013   | 27 gennaio 2014 |
| 16 | Bad Crazy                    | Perfida e svitata           | 11 febbraio 2013  | 28 gennaio 2014 |
| 17 | The Ashtray                  | Il portacenere              | 18 febbraio 2013  | 29 gennaio 2014 |
| 18 | Weekend at Barney's          | Weekend con il morto        | 25 febbraio 2013  | 30 gennaio 2014 |
| 19 | The Fortress                 | La fortezza                 | 18 marzo 2013     | 31 gennaio 2014 |
| 20 | Time Travelers               | Viaggiatori nel tempo       | 25 marzo 2013     | 3 febbraio 2014 |
| 21 | Romeward Bound               | Destinazione Roma           | 15 aprile 2013    | 4 febbraio 2014 |
| 22 | The Bro Mitzvah              | L'addio al celibato         | 29 aprile 2013    | 5 febbraio 2014 |
| 23 | Something Old                | Qualcosa di vecchio         | 6 maggio 2013     | 6 febbraio 2014 |
| 24 | Something New                | Qualcosa di nuovo           | 13 maggio 2013    | 7 febbraio 2014 |

## C'è ancora tempo
- Titolo originale: Farhampton
- Diretto da: Pamela Fryman
- Scritto da: Carter Bays e Craig Thomas

### Trama
Ted si trova alla stazione di Farhampton e comincia a raccontare la storia del matrimonio di Barney e Robin a una signora. Robin sta avendo una crisi e si chiede che forza ci voglia a scavalcare la finestra e a scappare via. Per spiegare come si è arrivati a questo punto Ted inizia a raccontare i fatti del maggio del 2012, quando Marshall e Lily erano al settimo cielo per essere diventati genitori del piccolo Marvin, Barney e Quinn si erano fidanzati e Ted e Victoria erano scappati dal matrimonio di lei. Durante la fuga Ted chiede a Victoria se ha lasciato un biglietto d'addio a Klaus, il suo fidanzato. La ragazza nega, ma Ted non è d'accordo con il suo comportamento e la convince a rimediare. Nel frattempo Barney chiede a Robin, Marshall e Lily di mantenere il segreto sulla sua passata relazione con Robin, della quale Quinn non sa niente, ma Marshall e Lily glielo rivelano inavvertitamente. Quinn vuole avere la certezza che Robin non provi più nulla per il suo fidanzato, ma si tranquillizza quando vede che la ragazza ha una relazione con Nick. Robin rivela a Barney di essere rimasta delusa da come lui abbia rimosso facilmente ogni ricordo del loro rapporto. Barney dà una chiave di un garage a Robin dentro il quale la ragazza trova tutti i ricordi legati alla loro relazione. Victoria rivela a Ted di non avere la forza per rientrare nella stanza e lasciare il biglietto di addio per Klaus. Ted si offre di aiutarla ma, quando riesce ad accedere alle stanze della sposa, scopre che anche Klaus è scappato. Prima di lasciare definitivamente la zona, Ted si ferma alla stazione dove c'è Klaus e gli chiede perché abbia deciso di lasciare Victoria. Klaus gli risponde di averlo fatto perché non era sicuro che lei fosse la donna della sua vita: tutti incontrano prima o poi quella persona speciale ed è una cosa che si sente al primo istante. Ritornando all'inizio dell'episodio, viene mostrata la moglie di Ted con l'ombrello giallo aspettare il treno alla stazione di Farhampton mentre lui è seduto sulla panchina.
- Guest star: Becki Newton (Quinn), Ashley Williams (Victoria), Michael Trucco (Nick Podarutti), Thomas Lennon (Klaus).
- Ascolti USA: 8.840.000 telespettatori[2]

## Accordo pre-matrimoniale
- Titolo originale: Pre-Nup
- Diretto da: Pamela Fryman
- Scritto da: Carter Bays e Craig Thomas

### Trama
Nell'estate 2012, tutti hanno una relazione e vivono felicemente. Il Ted del futuro rivela che una delle tre coppie (Ted-Victoria, Barney-Quinn e Robin-Nick) non durerà oltre l'autunno 2012. Questo evento verrà scatenato dal consiglio dell'ex capo di Marshall alla GNB, Arthur Hobbs, secondo il quale Barney farebbe meglio a fare firmare alla futura moglie un accordo prematrimoniale. Quinn è irritata dalla cosa e ne parla con le amiche, mentre Barney ne discute con gli amici sostenendo che sia meglio definire tutto prima di ritrovarsi a volere cambiare qualcosa nel rapporto a posteriori. La sera, i maschi parlano con le loro compagne e, seguendo l'esempio dell'amico, decidono di discutere per risolvere le piccole cose irritanti che riscontrano nel rapporto di coppia: Marshall rimprovera a Lily di essere una madre iperprotettiva; Nick rivela a Robin di essere infastidito dalla sua abitudine di guardarsi in televisione mentre copula; Ted si lamenta con Victoria perché Klaus, ospitato momentaneamente nel loro appartamento, si comporta in modo strano e non vuole andarsene. Per vendicarsi di tutti i litigi generati dalla proposta di Barney Quinn e le ragazze decidono di elaborare un accordo prematrimoniale da sottoporre al ragazzo. Quando si accorgono di non fidarsi l'uno dell'altro, Quinn e Barney decidono di lasciarsi. L'episodio termina con un'anticipazione di un momento del futuro in cui Arthur, decide di riproporre il contratto a Barney per il suo imminente matrimonio ma egli lo rifiuta e, entrata Robin, la bacia.
- Guest star: Becki Newton (Quinn), Ashley Williams (Victoria), Michael Trucco (Nick Podarutti), Thomas Lennon (Klaus), Bob Odenkirk (Arthur Hobbs), Bill Fagerbakke (Marvin Eriksen Sr.), Suzie Plakson (Judy).
- Ascolti USA: 8.170.000 telespettatori[3]

## La tata perfetta
- Titolo originale: Nannies
- Diretto da: Pamela Fryman
- Scritto da: Chuck Tatham

### Trama
Barney dopo essersi lasciato con Quinn inventa il "Barntoberfest" con tanto di magliette per celebrare il suo ritorno nel mondo dei single. Lily e Marshall stanno cercando una tata per il piccolo Marvin ma dopo diversi colloqui per problemi di salario sono costretti a rinunciare a una tata perfetta e cercarne un'altra meno costosa. Robin e Ted fanno a gara per dimostrare che la rispettiva relazione sia migliore rispetto a quella dell'altro.
Conversando si scopre che Nick, il fidanzato di Robin, è molto sensibile, carattere totalmente opposto a quello di Robin, mentre Ted scopre che Victoria è molto disordinata e sciatta. Intanto Barney si porta a letto, dopo avere abbandonato vecchie tecniche collaudate, le tate per bambini, facendole credere di avere un figlio appena nato e che la madre di quest'ultimo è morta. Una delle tate che casca nell'inganno di Barney è una di quelle che Lily e Marshall avevano scelto. Così facendo Barney, dopo che la vittima ha scoperto l'inganno, distrugge la possibilità, per i due genitori, di assumere l'unica tutrice adatta. Barney cerca di farsi perdonare ma alla fine sarà il padre di Lily a fare da babysitter a Marvin scoprendo poi in una serie di immagini del futuro che lo resterà per sempre. Barney infine camminando per strada subisce un agguato delle tate che aveva ingannato. Robin e Ted alla fine capiscono che nonostante tutto sono felici con i propri partner tuttavia il Ted del futuro afferma che entrambe le relazioni non dureranno più di un mese.
- Guest star: Chris Elliott (Mickey Aldrin), Ashley Williams (Victoria), Michael Trucco (Nick Podarutti), Jane Carr (Mrs. Buckminster), Kim Shaw (Julie).
- Ascolti USA: 7.820.000 telespettatori[4]

## La scelta del tutore
- Titolo originale: Who Wants to be a Godparent?
- Diretto da: Pamela Fryman
- Scritto da: Matt Kuhn

### Trama
Con Mickey che adesso fa da babysitter a Marvin, Marshall e Lily finalmente possono riunirsi con gli amici al MacLaren's. Ma dopo un brindisi velocissimo, la coppia esce dal bar per passare un po' di tempo insieme per la città. Tuttavia, dopo avere rischiato di essere investiti da un taxi, i due prendono in considerazione la decisione di preparare un testamento e la designazione di un tutore per Marvin nel caso in cui uno o entrambi di loro muoiano. Come possibilità ci sarebbero Judy, la mamma di Marshall, suo fratello Marcus, o i genitori di Lily ma alla fine vengono tutti esclusi per un motivo o per un altro. A questo punto Ted, Barney e Robin si offrono volontari per essere tutori di Marvin. Così Marshall e Lily decidono di tenere un game show improvvisato in casa chiamato "Who Wants to be a Godparent?" L'obiettivo è quello di determinare quale dei tre sia più adatto a essere padrino di Marvin. Ted, Barney e Robin danno le risposte più assurde alle varie domande del gioco, così Marshall e Lily si arrabbiano con loro e gli rimproverano il fatto di non capire quanto sia difficile essere un genitore. I tre, per contro, li accusano di essersi completamente disinteressati ai loro problemi personali da quanto sono diventati genitori. Marshall e Lily, accorgendosi di non sapere più nulla della vita dei loro tre amici perché troppo presi nello stare dietro a Marvin, capiscono che non potrebbero lasciare loro figlio in mano a degli sconosciuti sicché scendono al bar per riconciliarsi con loro, come ai vecchi tempi, e rimangono fino alla chiusura del McLaren's. Si risveglieranno tutti insieme al mattino, nell'appartamento di Marshall e Lily, sentendo le grida di Marvin; così saranno Ted e Robin a occuparsi del bambino, lasciando tornare a riposare i genitori che in seguito sceglieranno i tre amici come tutori legali del figlio.
- Guest star: Ashley Williams (Victoria), Michael Trucco (Nick Podarutti), Chris Elliott (Mickey Aldrin), Ned Rolsma (Marcus Eriksen).
- Ascolti USA: 7.930.000 telespettatori[5]

## Amori agli sgoccioli
- Titolo originale: The Autumn of Break-Ups
- Diretto da: Pamela Fryman
- Scritto da: Kourtney Kang

### Trama
Barney dopo un'ennesima notte in compagnia, nota un cane che lo segue. Lo chiama "Broccolo" (Brover nella versione in lingua originale) e lo usa per conquistare donne al bar. Tuttavia, Robin mostra preoccupazione per Barney e chiede a Nick di invitarlo a cena. Nick, che si scopre essere conduttore di un programma di cucina su un canale locale, accetta e prepara un pasto sontuoso. Così Barney e un Broccolo in giacca e cravatta vanno a casa di Nick. Tuttavia, Barney riceve una chiamata: la vera proprietaria di Broccolo è tornata e vuole indietro il cane. Barney, essendo emotivamente legato al cane, è disperato quindi Robin si offre di accompagnarlo a portare indietro il cane. Arrivati all'appartamento Robin, agendo come una omosessuale per fare da spalla a Barney, lascia l'amico con la donna. Nick è visibilmente scontento per il comportamento di Robin ancor di più quando riceve uno sms da Ted che le chiede di incontrarlo urgentemente al MacLaren. Nel frattempo, infatti, Victoria, con strani riferimenti e azioni, fa intendere a Ted, anche grazie a Marshall e a Lily, che vuole portare il loro rapporto a un livello superiore. In risposta, Ted le chiede di sposarlo. Lei accetta ma a una condizione: dovrà rompere la sua amicizia con Robin, perché è ancora l'ostacolo a un futuro insieme. Lily pur non essendo d'accordo, comprende le motivazioni di Victoria. Al MacLaren Ted dice a Victoria che non c'è alcuna possibilità che lui torni con Robin, ma lei è già diventata una parte importante della sua vita. Lei a malincuore rompe con Ted, il quale a sua volta chiede a Marshall e Lily di tenere segreta la verità sul ruolo indiretto di Robin nella loro rottura. Il Ted del futuro rivela che, chiaramente, la donna lo scoprirà più avanti. Quando Ted annuncia la rottura alla banda il giorno dopo nel suo appartamento, Robin dice che la ragione per cui lui ha chiesto di incontrarla al bar è stata quella di proporre delle idee per una serie di romanzi gialli "Mosby Boys".
- Guest star: Ashley Williams (Victoria), Michael Trucco (Nick Podarutti)
- Ascolti USA: 7.220.000 telespettatori[6]

## Mancanza di intimità
- Titolo originale: Splitsville
- Diretto da: Pamela Fryman
- Scritto da: Stephen Lloyd

### Trama
A causa di uno strappo muscolare dopo una partita a basket, Nick non fa più sesso con Robin e i due iniziano a parlare di più. Robin scopre così che Nick è piuttosto stupido e medita di lasciarlo. Robin tenta di rompere con Nick, ma l'attrazione fisica che prova per lui le impedisce di farlo. Alla fine Barney interviene dicendo a Nick che Robin l'avrebbe lasciato perché lui è innamorato di lei, e Robin gli regge il gioco per chiudere la sua storia. Successivamente però, dubbiosa sulla falsità delle parole di Barney, riceverà la risposta che quelle erano solamente menzogne per aiutarla.
Marshall e Lily non riescono ad avere un momento di intimità dopo la nascita di Marvin in quanto ogni volta che si avvicinano, il bimbo comincia a piangere. Ted decide quindi di portare Marvin al parco in modo da permettere ai due di avere del tempo per loro.
- Guest star: Michael Trucco (Nick Podarutti).
- Ascolti USA: 7.950.000 telespettatori[7]

## Il timbro facile
- Titolo originale: The Stamp Tramp
- Diretto da: Pamela Fryman
- Scritto da: Tami Sagher

### Trama
Dopo che Quinn è tornata a lavorare al Lusty Leopard, Barney sente la necessità di cambiare strip-club e chiede l'aiuto di Robin per trovarne uno adatto. Nel frattempo Marshall, dopo aver incontrato il suo vecchio amico Brad davanti allo studio legale per cui lavora e vedendo le condizioni pietose in cui è ridotto, decide di provare a farlo assumere, in virtù della sua abitudine di fidarsi della gente che gli aveva valso il soprannome di "Stamp Tramp" (Prostituta delle approvazioni). Ted cerca sulle vecchie cassette dei tempi del college la prova che ha dato l'approvazione a qualcosa, mentre Robin finisce per farsi corrompere da uno degli strip-club, fatto che spinge Barney alla decisione di continuare la sua ricerca da solo. Marshall, dopo il fallimento del colloquio di Brad, viene estromesso dallo staff per la causa legale contro la Gruber Pharmaceutical e riesce a ritornarvi soltanto dopo un lungo impegno per rientrare nelle grazie del capo, ma successivamente scopre che Brad lavora proprio per la compagnia farmaceutica e si era finto in difficoltà perché certo di impietosire Marshall e riuscire a scoprire i loro piani per la causa. La ricerca di Ted termina con la convinzione che non era un ragazzo come credeva, ma scopre una cosa che si volge a suo favore: era stato lui a convincere Marshall che Lily era la donna adatta per lui, dando la sua approvazione a quella relazione. Barney annuncia il nuovo strip-club di cui diventerà cliente, facendo il verso alla decisione di LeBron James, e inaugura la sua prima volta lì insieme a Robin, ma a fine serata mentre camminano per strada lui la bacia. Robin, confusa, lo respinge dicendogli che non possono farlo; quindi scappa, lasciandolo lì.
- Guest star: Joe Manganiello (Brad Morris), Joe Lo Truglio (Mr. Honeywell).
- Ascolti USA: 7.450.000 telespettatori[8]

## L'eccitazione delle giurate
- Titolo originale: Twelve Horny Women
- Diretto da: Pamela Fryman
- Scritto da: Eric Falconer e Romanski

### Trama
Marshall si trova davanti al Comitato Giudiziario della Corte di New York, dove inizia a raccontare i fatti del processo contro la Gruber Pharmaceutical per l'inquinamento del Frog Lake, in cui si trovava contro il suo vecchio amico Brad. Nel frattempo Barney e Robin fingono che il loro bacio non sia mai successo, mentre loro, Ted e Lily, andati in tribunale per sostenere Marshall, iniziano a competere su chi da ragazzo fosse più "canaglia". Durante il processo Brad, utilizzando il suo fascino, riesce a portare dalla sua parte la giuria, interamente femminile, e anche il giudice. Come ultima difesa Marshall porta in aula un piccolo anatroccolo curato da una dermatite acuta causata dalle acque inquinate, ma Brad vanifica il suo sforzo presentando un video che lo ritraeva nuotare nel lago. Alle battute finali del processo però Marshall, senza nessuna carta da giocare, nota Brad che si gratta e lo fa costringere dal giudice a togliersi la camicia, rivelando i segni della dermatite. Il verdetto volge a suo favore, tuttavia il risarcimento danni che Marshall sperava di 25 milioni di dollari si riduce a soli 25.000 in quanto il giudice non aveva intenzione di rovinare la Gruber Pharmaceutical per avere provocato "qualche infiammazione a un uccello". Marshall si sente abbattuto, rendendosi conto che in realtà una buona azione non ne generava altre come invece pensava; qualche sera dopo però viene raggiunto al bar da Brad, che gli dice di avere riscoperto grazie a lui il desiderio di aiutare i più deboli e di avere lasciato il suo studio legale per andare a lavorare in quello di Marshall. Quando aggiunge che erano persone rette e oneste come Marshall che avrebbero dovuto sedere dietro il banco del giudice a prendere le decisioni, si scopre il motivo per cui questi si trova davanti al Comitato Giudiziario: per chiedere che lo prendano in considerazione per la nomina alla carica di giudice. Nel frattempo Barney, solo nel bar con Robin, le dice che vuole che le cose tra loro tornino com'erano prima e per questo non proverà più a conquistarla. Quando però va al bancone per prendere da bere, Robin cambia espressione e fa un "Ah!", come se si fosse resa conto di qualcosa.
- Note: nell'episodio è presente una citazione della serie televisiva The Wire. Infatti Lily racconta di quando spaventava la gente del quartiere camminando e fischiettando, proprio come fa il personaggio di Omar Little nella suddetta serie.
- Guest star: Joe Manganiello (Brad Morris), David Burtka (Scooter), Don Lake (Giudice Albert Donovan), Kim Estes (Giudice 1), Dennis Haskins (Giudice 2).
- Ascolti USA: 8.730.000 telespettatori[9]

## Caccia all'aragosta
- Titolo originale: Lobster Crawl
- Diretto da: Pamela Fryman
- Scritto da: Barbara Adler

### Trama
Mickey ha il raffreddore e Ted si offre di fare da baby-sitter a Marvin. Nel tempo che passano insieme il bambino gattona per la prima volta e Lily è molto triste per non avere partecipato a questo evento. Marshall cerca di rassicurarla dicendole che assisteranno ad altre prime volte del figlio, ma quando scoprono che Marvin ne ha già vissute molte insieme a Ted, i due lo licenziano. Nel frattempo Barney, a seguito di uno schizzo di ketchup su una cravatta inizia a pensare a un modello di bavaglini per uomini che combaci con i vestiti (che chiama "Sbrodamici") mentre Robin, sentendosi nuovamente attratta da lui, dopo il "discorso dell'aragosta" fattogli da Lily si rende conto che, così come per il crostaceo che gustò dopo avere saputo di non poterne mangiare più poiché ne era allergica, l'unico modo per liberarsi della sua ossessione per Barney è di andarci a letto un'ultima volta. Fa quindi diversi tentativi per sedurlo, ma nessuno va a segno e alla fine di uno di questi Barney finisce la serata allontanandosi con una collega di Robin, Brandi, diretto allo studio televisivo per farci sesso. La sera dopo però Barney riferisce di non avere concluso niente con lei, rendendosi conto che la rottura con Quinn l'ha destabilizzato a tal punto da non permettergli di sapere più cosa vuole realmente dalla vita. Robin ammette che forse dovrebbe semplicemente lasciare a Barney del tempo per sé, ma successivamente si presenta davanti a casa dell'amico con solo un cappotto e l'intimo addosso, scoprendo così che lui ha invitato a casa Patrice, il motivo per cui non aveva fatto sesso con Brandi e con cui aveva passato tutta la notte precedente a parlare, con cui in quel momento aveva una specie di "appuntamento".

Marshall e Lily, resosi conto che l'attaccamento di Ted a Marvin era dovuto al fatto che non aveva più un qualcosa di cui occuparsi dopo il completamento del palazzo su cui aveva lavorato, si scusano telefonicamente e gli chiedono di raggiungerlo alla piscina dove lui aveva iscritto il bambino. Lì fanno realizzare a Ted i motivi del suo comportamento e, in attesa che abbia un suo figlio, lo aiutano a concentrarsi sul lavoro, cosa di cui deve essere fiero, organizzandogli un incontro di lavoro lì in piscina.

Alla fine del episodio Ted si scusa al pub con Marshall e Lily per le "prime volte" di Marvin che ha come rubato ai genitori soprattutto è dispiaciuto di essere stato lui a portare il bimbo per la prima volta di fronte a Babbo Natale, gli amici lo tranquillizzano e minimizzano quanto successo.

In seguito si vede un momento del futuro in cui Ted esce di casa lasciando la sua bimba con Marshall e Lily, appena si allontana i due mettono in pratica la loro vendetta vestendola per portarla da Babbo Natale.
- Guest star: Cornelius Peter (Dottore), Chelan Simmons (Brandi), Ellen D. Williams (Patrice).
- Ascolti USA: 8.260.000 telespettatori[10]

## Proprietà esclusiva
- Titolo originale: The Over-Correction
- Diretto da: Pamela Fryman
- Scritto da: Craig Gerard e Matthew Zinman

### Trama
Mamma Eriksen viene a New York per trascorrere il Natale da suo figlio, Lily e Mickey. Judy prova il desiderio di stare con un uomo dopo la morte del marito Marvin e cerca di farsi aiutare da Lily. Quest'ultima non vorrebbe che sua suocera dormisse da loro, perché in quella casa abita anche suo padre Mickey, che è molto invadente nei confronti della ragazza, e lei cerca in tutti i modi di convincere Marshall a fare dormire sua suocera da un'altra parte. Ted non vuole più prestare le sue cose agli amici perché loro non gliele restituiscono, e fa notare a Robin che il motivo per il quale Barney sta con Patrice è la sovracompensazione. Robin non accetta il fatto che Barney sia attratto da Patrice, quindi di nascosto, usando un trapano di Ted, riesce a intrufolarsi in casa di Barney per prendergli il Playbook. Però entra in casa Barney e lei si nasconde nel guardaroba, dove ci resterà per un bel po' di tempo. Nel frattempo Marshall scopre Judy con Mickey e ci resta molto male. Robin, aiutata da Ted, riesce a uscire momentaneamente dal guardaroba, e trova il Playbook. Robin, vedendo Barney tornare, si nasconde un'altra volta nell'armadio, dove vede gli stivali rossi da cowboy di Ted; lei lo chiama e gli chiede di prendergli la borsa che è rimasta in salotto. Allora Ted entra nell'appartamento di Barney, prende la borsa e si nasconde nel ripostiglio, perché ha visto Barney. Robin appoggia il Playbook sul letto, e vede Lily bloccata nell'altro armadio, perché era venuta a casa di Barney per tirarsi il latte, stando da sola. Patrice vede il libro e ne rimane sconvolta. Lei e Barney vanno a litigare nel terrazzo e gli altri ragazzi ne vorrebbero approfittare per scappare, ma i litiganti ritornano in casa, gli altri si nascondono nel ripostiglio e vedono che Barney brucia nel cestino (di Ted) il libro; a poco a poco escono tutti. Lily torna a casa sua e Marshall le racconta che suo padre ha un rapporto sessuale con sua madre. Robin pensa che Barney necessiti un Intervento, ma gli altri tre organizzano un Intervento per Robin.
- Guest star: Suzie Plakson (Judy), Chris Elliott (Mickey), Ellen D. Williams (Patrice), Matt Boren (Stuart).
- Ascolti USA: 8.820.000 telespettatori[11]

## La pagina finale (1ª parte)
- Titolo originale: The Final Page (Part 1)
- Diretto da: Pamela Fryman
- Scritto da: Dan Gregor e Doug Mand

### Trama
Dopo tanti anni, la sfiga passa nuovamente a Barney, che potrà liberarsene solo nel momento in cui qualcuno degli altri, che era presente quando è stato lanciato l'anatema, pronuncerà il suo nome; nel frattempo, Barney è costretto a restare muto. Il grattacielo progettato da Ted sta per essere inaugurato, così Ted decide di invitare all'evento il suo ex professor Vinick, che anni prima gli aveva detto che non sarebbe mai riuscito a diventare un architetto. Il professore però declina l'invito, aggiungendo di non conoscere alcun Ted Mosby. Ted decide così di raggiungere il professore al vecchio campus e parte verso Weslyan accompagnato da Lily, Marshall e Barney. Arrivati al campus però Marshall e Lily incontrano Daryl, un vecchio compagno del campus che sin da allora cercavano sempre di evitare. Daryl invita Marshall, Lily e Barney a casa sua per mostrargli qualcosa: un assegno di 100 000 dollari che consegna loro perché ha sfruttato una vecchia loro idea per creare un business di successo. Marshall e Lily però temono che voglia ucciderli, così Daryl strappa l'assegno e decide di non darlo a loro. Ted si intrufola a una lezione tenuta dal professor Vinick, con l'idea di vendicarsi, ma resta affascinato dalle idee e dalla lezione del professore. Alla fine della lezione mostra a Vinick il progetto del suo grattacielo, ma anche stavolta il professore ne è disgustato e gli ripete che non potrà mai diventare un architetto, così decide di portargli un modellino tridimensionale della propria opera. I ragazzi parlano del fatto che ogni persona ha una persona che desidererebbe buttare in un pozzo: per Ted questa persona è il professor Vinick; per Robin è la sua collega nonché fidanzata di Barney, Patrice. Robin viene incaricata di scegliere alcuni colleghi da licenziare e sceglie la sua "nemica", ma quando Patrice le chiede le vere ragioni del licenziamento Robin le confessa di provare qualcosa per Barney. Barney si libera dalla sfiga passandola a Ted e costringendolo a non rivelare a nessuno che ha intenzione di chiedere a Patrice di sposarlo proprio la sera dell'inaugurazione del suo grattacielo.
- Guest star: Peter Gallagher (Professor Vinick), Seth Green (Daryl)
- Ascolti USA: 8.700.000 telespettatori[12]

## La pagina finale (2ª parte)
- Titolo originale: The Final Page (Part 2)
- Diretto da: Pamela Fryman
- Scritto da: Carter Bays e Craig Thomas

### Trama

Barney chiede a Robin di sposarlo

È arrivato il giorno dell'inaugurazione della GNB Tower: Barney non sarà presente alla serata perché la dedicherà a chiedere a Patrice di sposarlo, Marshall e Lily partiranno presto dalla festa per godersi le loro prime 24 ore fuori casa senza il piccolo Marvin. In realtà, Marshall e Lily si accorgono di non riuscire a stare lontani dal bambino. Ted avrebbe l'occasione per dire a Robin dove andrà Barney quella sera ma non lo fa, anzi chiede a Robin di essere la sua accompagnatrice per la serata. Pentito di non averle rivelato di Barney e Patrice, Ted chiama Marshall e si sfoga con lui, confidandogli che una piccola parte di lui spera ancora di potere tornare con Robin. Marshall lo invita a non rivelarle del piano di Barney, perché anche lui crede fermamente che l'amico non debba arrendersi. Ted non riesce a trattenere il segreto e lo confida a Robin, che gli risponde però di non correre più dietro a Barney e di non credere di essere ancora innamorata di lui. Ted non l'ascolta e l'accompagna alla sede del World Wide News, dove Barney chiederà la mano di Patrice. Una volta arrivata sul tetto del palazzo (il luogo previsto per la richiesta di matrimonio), Robin trova per terra un foglio (l'ultima pagina del Playbook, dal titolo "The Robin") in cui Barney illustra la strategia che ha attuato per conquistare Robin e condurla lì, in quel momento esatto: le rivela infatti che non è fidanzato con Patrice, la quale lo ha aiutato nel mettere in atto il suo piano per fare capire a Robin di essere innamorata di lui; Barney arriva e, in un'atmosfera altamente romantica, si inginocchia e mostrandole l'anello di fidanzamento chiede a Robin di sposarlo e lei accetta.
- Guest star: Chris Elliott (Mickey), Marshall Manesh (Ranjit), Alexis Denisof (Sandy Rivers), Ellen D. Williams (Patrice).
- Ascolti USA: 8.700.000 telespettatori[12]

## Band o dj?
- Titolo originale: Band or DJ?
- Diretto da: Pamela Fryman
- Scritto da: Carter Bays e Craig Thomas

### Trama
I due futuri sposi devono iniziare a programmare il matrimonio. Ted si è offerto volontario per aiutare Robin nell'organizzazione, ma anche Lily avrebbe voluto essere l'organizzatrice dell'evento. Robin vuole che Barney chieda a suo padre il permesso di sposarla, così organizza un incontro a pranzo tra i due in cui però il padre nega a Barney la mano della figlia. Quando però Robin scopre che suo padre si è sposato con un'altra donna senza neanche avvertirla, gli dice che non ha alcun bisogno del suo consenso per sposare Barney e che i due in realtà sono già fidanzati. Ted ammette con Lily che la notizia del fidanzamento di Barney e Robin lo ha distrutto e che Robin dovrebbe stare con lui, non con Barney. Lily confida a Ted che a volte vorrebbe non essere madre e inseguire i suoi sogni, e dice che per il bene delle persone che amano entrambi devono arrendersi e sopportare. Alla fine Barney riesce a fare incontrare nuovamente Robin con suo padre, che le chiede scusa per non averle detto nulla sul suo matrimonio e accettando la richiesta della figlia di partecipare alle sue nozze come un "padre normale". Alla fine Robin sceglie di ingaggiare la band, ma il Ted del futuro anticipa che all'ultimo momento questa non sarà presente al matrimonio. Incontrata Cindy e la sua compagna sulla metropolitana una settimana prima del grande giorno di Barney e Robin, accetta il loro suggerimento di chiamare la band in cui suona l'ex coinquilina di Cindy, e grazie a ciò incontrerà la donna che in futuro diventerà sua moglie.
- Guest star: Rachel Bilson (Cindy), Ray Wise (Robin Scherbatsky Sr.), Kaylee DeFer (Casey).
- Ascolti USA: 10.510.000 telespettatori[13]

## La maledizione dell'anello
- Titolo originale: Ring Up!
- Diretto da: Pamela Fryman
- Scritto da: Jennifer Hendriks

### Trama
Ted esce con una ragazza più giovane eccitata dagli uomini più vecchi e Barney, che si sta "disintossicando" dalle storie di una notte, cerca di convincerlo ad andarci a letto per suo conto. Nel frattempo Marshall indossa un polsino di pelle e si veste come un cattivo ragazzo perché questo fa eccitare Lily, mentre Robin, lamentandosi del fatto che non riesce più a ottenere le cose gratis come prima, scopre che la colpa è dell'anello di fidanzamento. Ted riesce a concludere con la ragazza, ma quando mostra la sua foto a Barney si scopre che si tratta della sua sorellastra, Carly. Dopo un'iniziale sfuriata, il ragazzo chiama Ted a casa sua dicendo di volersi riappacificare, ma a un tratto arriva Carly: Barney aveva pianificato tutto per farla sposare con Ted sul momento e con lui stesso come celebrante! Quando Ted si rifiuta Barney si rende conto che, grazie alla notte che Ted ha passato con Carly, è finalmente riuscito a disintossicarsi dalle "storie da una botta e via" che ora trova insignificanti e tristi. Marshall alla fine si toglie il polsino a causa di una grave reazione allergica e al bar lui e Lily parlano a una Robin abbattuta che, pur avendo perso i privilegi di quando era single, ha trovato qualcosa che vale molto di più e che è ciò che l'anello simboleggia: una persona speciale.
- Guest star: Ashley Benson (Carly Whittaker).
- Ascolti USA: 10.070.000 telespettatori[14]

## P.S. ti amo
- Titolo originale: P.S.: I Love You
- Diretto da: Pamela Fryman
- Scritto da: Carter Bays e Craig Thomas

### Trama
In metropolitana Ted incontra una ragazza che legge il suo stesso libro: cerca così di approcciarla, ma è troppo tardi e la ragazza scende improvvisamente alla fermata. Ted vorrebbe ritrovarla, ma gli amici Marshall e Lily gli consigliano l'opposto, perché credono sia sbagliato forzare il destino. Dopo il suono dell'allarme incendio all'università all'uscita Ted incontra nuovamente la ragazza, Jeanette, che si rivela molto simile a lui in "modalità stalker". Durante una discussione su quest'ultima, si scopre che Robin era ossessionata da un ragazzo in Canada. Barney, incuriosito, vola a Vancouver e interroga gli ex di Robin per scoprire chi fosse l'oggetto della sua ossessione; nell'occasione, apprende da Simon Tremblay dell'esistenza di un documentario su Robin Sparkles. Barney quindi torna a casa e assieme ai ragazzi vede il filmato: nel corso della passata carriera da cantante di Robin, dopo il suo periodo "pop" da Robin Sparkles si era trasformata in una grunger, Robin Daggers, questo per via dell'ossessione per un misterioso uomo. Barney pensa si tratti di Alan Thicke, ma dopo essere stato picchiato da quest'ultimo, Robin confessa che era in realtà ossessionata da Paul Shaffer. Ted intanto scopre che è stata proprio Jeanette ad appiccare l'incendio per fare scattare l'allarme, mentre Lily confessa a Marshall che il loro incontro non fu proprio "destino". Ted chiede spiegazioni a Jeanette sull'incendio, e la ragazza confessa che lo seguiva da un anno e mezzo, ma Ted non si cura di ciò poiché la ragazza gli piace troppo. Infine il Ted del futuro ci dice che Jeanette fu l'ultimo errore prima di incontrare la moglie.
- Guest star: James Van Der Beek (Simon Tremblay); Abby Elliott (Jeannette); Dave Thomas (Chuck "Chuck" Gerussi); Jason Priestley, Geddy Lee, Alex Trebek, Paul Shaffer, Luc Robitaille, Dave Coulier, k.d. lang, Steven Page, Alan Thicke (loro stessi).
- Ascolti USA: 10.300.000 telespettatori[15]

## Perfida e svitata
- Titolo originale: Bad Crazy
- Diretto da: Pamela Fryman
- Scritto da: Carter Bays e Craig Thomas

### Trama
Mentre sono a casa di Lily e Marshall, Ted racconta una delle altre pazze azioni di Jeannette, ma un intervento di Barney spinge Ted a capire che i suoi amici vogliono che resti single poiché, essendo tutti fidanzati, possano portare le loro cianfrusaglie a casa sua. Ted intuisce che deve lasciarla sempre grazie all'intervento di Barney e proverà a farlo in un luogo pubblico. Ted lascia nel suo appartamento Marshall e Barney che giocano a un videogioco raccomandando loro di non fare entrare a casa Jeannette per nessun motivo ma disattendono quanto detto dall'amico e la ragazza si barrica in camera da letto. Intenti a chiamare la polizia, capiscono che lei è un'agente e la lasciano stare in camera. Nel frattempo Lily e Robin erano andate a pranzo, ma Lily si dimentica il ciuccio e lascia Marvin nelle mani di Robin che, inesperta con i bambini si fa aiutare da Mike Tyson che lo prende in braccio e lo porta in uno strip club per farlo stare in luogo chiuso. Robin racconterà a Lily la verità a svariati anni di distanza aggiungendo di anno in anno sempre qualche nuovo particolare. A casa di Ted, Barney e Marshall lo convincono a lasciarla definitivamente, ma una volta salito su, armato e pieno di protezioni hanno un rapporto sessuale e scende dopo cinque minuti cadendo dalle scale. Lily gli dice che non deve lasciarla perché in questo momento ha bisogno di lei e Ted ritorna di nuovo su e di nuovo hanno un rapporto sessuale. Robin nel frattempo riesce finalmente a tenere in braccio Marvin senza esserne terrorizzata e mentre sono a casa di Marshall, Marvin si addormenta nelle braccia di Robin, Lily vede Robin ancora sveglia alle 3 di mattina e le chiede se desidera andare a casa visto che è tardi. L'amica dice di no ma, proprio quando Lily si allontana, Marvin fa la pupù nel pannolino e Robin la chiama.
- Guest star: Abby Elliott (Jeannette), Mike Tyson (Se Stesso), Reatha Grey (Vecchia signora).
- Ascolti USA: 8.980.000 telespettatori[16]

## Il portacenere
- Titolo originale: The Ashtray
- Diretto da: Pamela Fryman
- Scritto da: Carter Bays e Craig Thomas

### Trama
Ted si accorge di avere un messaggio in segreteria e scopre che il Capitano (che non incontra da un po' di tempo) vuole conoscere il numero di telefono di Robin. Ted racconta a Barney e Marshall del suo ultimo incontro con il Capitano, a una mostra d'arte con Lily e Robin, e ricorda che il Capitano voleva ucciderlo con un arpione. Ted chiede, poi, a Barney se può dargli il numero e questi risponde di sì. Al bar, Robin si arrabbia e racconta come sono andate le cose secondo lei. Ted, infatti, si era fatto un panino prima della mostra. Secondo Robin, il Capitano ci aveva provato con lei. Successivamente Robin richiama il Capitano scoprendo un malinteso: egli cerca Lily, la quale racconta come andò veramente la storia, in quanto Robin era ubriaca ed era stata lei a provarci con il Capitano, mentre Lily aveva mostrato interesse per un quadro che secondo il Capitano era di poco valore. Il milionario quindi l'aveva offesa, dicendole che era "solo una maestra d'asilo". Lily sconvolge Marshall dicendo di avere rubato il posacenere del capitano (questa è la giustizia secondo Lily, applicata con i bambini dell'asilo: sei cattivo, ti porto via un gioco). Robin, Barney e Ted tornano al bar per lasciarli parlare. Marshall e Lily continuano a litigare fino a quando Lily vuota il sacco e dice a Marshall di essersi resa conto di non avere messo a frutto i suoi studi e di avere abbandonato il suo sogno di lavorare in ambito artistico. Marshall la consola e alla fine Lily decide di lasciare perdere. Torna nell'appartamento del Capitano per restituire il posacenere ma quest'ultimo non si era accorto che fosse stato rubato. Il motivo della telefonata era che quella sera il Capitano aveva acquistato il quadro consigliato da Lily, e che questo in un anno e mezzo aveva raggiunto un valore di quattro milioni di dollari. Così le chiede di diventare la sua nuova consulente d'arte e lei accetta.
- Guest star: Kyle MacLachlan (George "Il Capitano" Van Smoot), Laura Bell Bundy (Becky), Becky Baeling (Shelly).
- Ascolti USA: 8.860.000 telespettatori[17]

## Weekend con il morto
- Titolo originale: Weekend at Barney's
- Diretto da: Pamela Fryman
- Scritto da: George Sloan

### Trama
Marshall accompagna Lily all'inaugurazione di una mostra d'arte molto importante per il suo nuovo lavoro e, dopo averla messa in imbarazzo riesce a farla discutere con l'artista che la moglie doveva contattare. Barney aiuta Ted a provare a rimorchiare una nuova ragazza usando una copia nascosta del suo Playbook. Robin scopre che il fidanzato le ha mentito nascondendole che aveva una copia del libro con tutte le sue tattiche per rimorchiare e litigano ma Barney riesce a riconquistare la sua fiducia. Durante il litigio dei due Jeannette torna a riconquistare Ted e nel suo appartamento scopre il Playbook lasciato da Barney sul divano, mette a soqquadro la casa buttando ogni cosa giù dalla finestra. Ted si ritrova con i suoi amici appena fuori casa e, dopo che Jeanette fa saltare in aria il Playbook, decide che è arrivato il momento di sistemarsi e iniziare una relazione seria. Il Ted del futuro ricorda che Jeanette fu l'ultima storiella prima dell'incontro con la madre dei suoi figli.
- Guest star: Abby Elliott (Jeannette), Chris Smith (Strickland Stivens), Irene Choi (Mia), Maliabeth Johnson (Emma), Ashley Michaelsen (ragazza della spiaggia), Weston I. Nathanson (Elderly Man).
- Ascolti USA: 8.590.000 telespettatori[18]

## La fortezza
- Titolo originale: The Fortress
- Diretto da: Michael Shea
- Scritto da: Stephen Lloyd

### Trama
Robin cerca di convincere Barney a vendere il suo appartamento per cercarne un altro dove vivere insieme dopo che ha rinunciato al suo. Non riuscendoci, organizza una visita a porte aperte dove i potenziali clienti scoprono tutti i marchingegni inventati da Barney per liberarsi delle ragazze. Nel frattempo, Lily è talmente impegnata nel suo nuovo lavoro da consulente d'arte del Capitano che Marshall e Ted si fingono una coppia gay durante la vendita dell'appartamento di Barney. Alla fine Lily capisce di avere sbagliato a trascurare Marshall per troppo tempo e per una sera riesce a mettere da parte il lavoro. Robin dopo avere trovato una coppia interessata all'acquisto dell'appartamento di Barney decide di farli scappare dopo avere sentito i loro insulti contro le invenzioni ingegnose del fidanzato perché, come confesserà a Barney, ama tutto di lui, anche gli aspetti più torbidi della sua personalità.
- Guest star: Kyle MacLachlan (George "Il Capitano" Van Smoot), Cyrus Deboo (maritonumero 1), Ogy Durham (Tabatha), Jessica Gardner (moglienumero 3), Bianca Haase (Cheryl), Karen Lew (Ms. Hamaguchi), Grace Parra (moglienumero 2), Emily Roche (giovane ragazza), Erik Van Wyck (maritonumero 3).
- Ascolti USA: 7.440.000 telespettatori[19]

## Viaggiatori nel tempo
- Titolo originale: Time Travelers
- Diretto da: Pamela Fryman
- Scritto da: Carter Bays e Craig Thomas

### Trama
Barney ha due biglietti per "Robot contro Wrestler - La Leggenda" da dividere con Ted, ma questi non sembra intenzionato ad assecondarlo. Ted però deve fare i conti con la testardaggine di Barney che, per convincere l'amico, fa immaginare a Ted di vedere alcune proiezioni di loro due nel futuro. Nel frattempo Marshall scopre che Robin si è presa il merito per il cocktail che ha inventato lui e ingaggia con lei una battaglia senza esclusione di colpi. Ted rivede la guardarobiera che incontrò sette anni prima, desideroso di attaccare bottone con lei decide di andarci a parlare, ma prima di farlo alcune proiezioni della ragazza, venute dal futuro, gli dicono di non farlo perché la relazione futura che ci sarebbe tra loro finirebbe male, Ted ripensa al fatto che tutte le sue relazioni non sono mai andate a buon fine; in quell'istante, si rende conto che tutto quel che è accaduto nel corso della sera era, in realtà, solo il frutto della sua immaginazione. Nessuno dei suoi amici andò all'incontro "Robot contro Wrestler" perché Lily e Marshall erano rimasti a casa con Marvin, mentre Robin e Barney stavano programmando il luogo dove si svolgerà il ricevimento del loro matrimonio: nella sua immaginazione, Barney fa notare a Ted che è rimasto completamente da solo. Il Ted del futuro ricorda che se avesse potuto, quella sera sarebbe andato dalla sua futura moglie per dirle che quarantacinque giorni dopo loro due si sarebbero incontrati e che avrebbero vissuto insieme una vita ricca di felicità e amore.
- Guest star: Jayma Mays (Guardarobiera), Joe Nieves (Carl), Lou Ferrigno Jr (Louis).
- Ascolti USA: 6.990.000 telespettatori[20]

## Destinazione Roma
- Titolo originale: Romeward Bound
- Diretto da: Pamela Fryman
- Scritto da: Chuck Tatham

### Trama
Il Capitano chiede a Lily di trasferirsi a Roma per un anno per fargli da consulente artistica, ma Lily teme che Marshall non voglia abbandonare il suo lavoro, mentre Ted e Barney diventano ossessionati da una ragazza che faceva yoga con Ted e che nasconde un corpo straordinario sotto un cappotto informe. Verrà fuori che questa ragazza è stata assunta da Robin per organizzare il matrimonio. Ted fa notare a Barney che questo comportamento non corrisponde a quello di un uomo che sta per sposarsi, ma Barney chiude la conversazione, infastidito, facendo capire a Ted che non ha più il diritto di dargli consigli su Robin. Marshall è in realtà entusiasta di trasferirsi oltreoceano, visto che il suo studio legale è senza clienti ormai da tempo, ma Lily vuole rifiutare perché ha troppa paura di fallire. Dopo avere parlato con gli amici e confidato a Marshall il suo timore Lily si lascia convincere: la coppia decide di andare in Italia.
- Guest star: Kyle MacLachlan (George "Il Capitano" Van Smoot), Mircea Monroe (Liddy), Robert Baxt (Bernard), Mario di Donato (Banditore d'Asta), Jocelyn Osorio (Bellissima).
- Ascolti USA: 6.580.000 telespettatori[21]

## L'addio al celibato
- Titolo originale: The Bro Mitzvah
- Diretto da: Pamela Fryman
- Scritto da: Chris Harris

### Trama
Robin e Barney devono uscire a cena assieme alla madre di Barney, ma uscendo da casa con cinquemila dollari in tasca per pagare la caparra per il catering del matrimonio, Barney viene rapito da Ted e Marshall per il suo addio al celibato a sorpresa. Invece di portarlo ad Atlantic City lo portano in una squallida camera di un hotel dove danno una loro interpretazione di ciò che Barney avrebbe ritenuto fosse indispensabile per la buona riuscita dell'evento. Così il "temere per le proprie vite" diventa la visione di Una scomoda verità e l'"intrattenimento da sballo" si manifesta con la visita di clown che gonfia i palloncini. Lily riesce a portare alla festa Ralph Macchio in qualità di Karate Kid, ma è l'ennesima delusione perché per Barney il vero eroe del film è William Zabka. Infine arriva la tanto agognata spogliarellista, che però guarda caso è Quinn, proprio l'ex che stava per sposare. La serata sembra andare proprio male così decidono tutti di tornare in città. Nel frattempo Robin è da sola a cena con la madre di Barney e la serata sta diventando alquanto imbarazzante. Barney, colpito nell'orgoglio, invece che tornare a New York, porta tutti ad Atlantic City dove è deciso a giocarsi i suoi cinquemila dollari. Oltre a perdere i suoi soldi, si indebita di altri ottantamila dollari con dei gangster cinesi che si tengono Marshall come garanzia. Tutti (tranne Marshall) tornano finalmente a New York dove c'è Robin che, finita la cena con la futura suocera, aspetta spazientita e che vedendo che tra i partecipanti alla festa c'è anche Quinn si arrabbia terribilmente lasciando Barney e lanciandogli addosso l'anello di fidanzamento. Si scopre però che tutta la serata era stata appositamente organizzata nei minimi dettagli per fare passare la più terribile notte a Barney, in modo che fosse davvero indimenticabile. Una volta salito in casa, sono infatti tutti lì ad aspettarlo per rivelargli il piano e festeggiare insieme. Anche il clown, apparentemente insospettabile, si scopre che in realtà è proprio William Zabka il suo vero idolo di Karate Kid!
- Guest star: Becki Newton (Quinn), Frances Conroy (Loretta Stinson), Ralph Macchio (Sé Stesso), William Zabka (Clown/Sé Stesso), Calvin Jung (Gangster cinese)
- Ascolti USA: 7.060.000 telespettatori[22]

## Qualcosa di vecchio
- Titolo originale: Something Old
- Diretto da: Pamela Fryman
- Scritto da: Carter Bays e Craig Thomas

### Trama
Nel 1994, Robin e suo padre visitarono New York e, mentre erano a Central Park, Robin seppellì un medaglione con l'intenzione di tornare lì prima del suo futuro matrimonio, in modo che potesse utilizzarlo come "qualcosa di vecchio". Visitando di nuovo il parco con il padre nel 2013, e nell'imminenza delle nozze con Barney, la ragazza intende quindi disseppellire l'oggetto. Intanto, Lily e Marshall si stanno preparando per il trasloco in Italia; indecisi su cosa portare a Roma e cosa invece buttare, chiamano Ted (che si crede un esperto del settore) per aiutarli a scegliere: l'amico si dimostra essere però un ostacolo anziché un aiuto, e alla fine confessa la sua preoccupazione sul fatto che la loro amicizia si deteriori durante l'anno all'estero della coppia. Nel frattempo, Robin non riesce più a ritrovare il medaglione. La ragazza chiama dapprima Barney, invano, e poi Ted, che invece corre da lei, e ascolta le paure dell'amica riguardo al matrimonio. Quando Robin trova finalmente la scatolina dentro cui aveva riposto il medaglione, ma vuota, crede sia questo segno nefasto circa l'unione con Barney.
- Guest star: Ray Wise (Robin Scherbatsky Sr.).
- Ascolti USA: 6.940.000 telespettatori[23]
- Adattamento italiano: nell'edizione originale in lingua inglese dell'episodio, in vista del trasloco per il prossimo trasferimento a Roma con Lily, Marshall fa una battuta su Silvio Berlusconi paragonandolo a un vecchio puff: «Ted, l'Italia non ha bisogno di qualcosa di grinzoso, rosso e che non si contiene, che puzza di alcol e droghe varie. Hanno già l'ex presidente del Consiglio Silvio Berlusconi». Nel doppiaggio in lingua italiana, tale frase è stata modificata in un generico «L'Italia già ha abbastanza problemi con chi governa il paese», censurando il riferimento esplicito al politico.[24]

## Qualcosa di nuovo
- Titolo originale: Something New
- Diretto da: Pamela Fryman
- Scritto da: Carter Bays, Craig Thomas

### Trama
Lily scopre che Marshall non ha ancora detto alla madre del loro trasferimento a Roma ed è quindi costretto a partire per il Minnesota per trascorrere una settimana in famiglia prima della partenza per l'Italia. Lily è quindi per la prima volta libera da qualsiasi responsabilità e decide di andare a vedere la nuova casa di Ted. Scopre però che Ted sta per vendere la casa per trasferirsi a Chicago, lontano da Robin che crede di amare ancora. Robin e Barney decidono di andare a cena insieme per festeggiare l'ormai prossimo matrimonio. I due però si imbattono in una coppia tutt'altro che sopportabile e decidono di allearsi per porre fine alla loro relazione ma non fanno altro che rinforzarla tant'è che i due decidono di sposarsi. È una telefonata da parte dell'ordine dei Giudici a rompere gli equilibri. Infatti la richiesta di Marshall di diventare un giudice è stata approvata ma Marshall non sa come dirlo a Lily. Intanto, proprio colei che diverrà la futura moglie di Ted è in procinto di acquistare un biglietto ferroviario per Farhampton.
- Guest star: Suzie Plakson (Judy Eriksen), Cristin Milioti (la ragazza con l'ombrello giallo)
- Ascolti USA: 8.570.000 telespettatori[25]